# Szubtrópusi kacika
A szubtrópusi kacika (Cacicus uropygialis) a madarak osztályának verébalakúak (Passeriformes) rendjébe, azon belül a csirögefélék (Icteridae) családjába tartozó faj.

## Rendszerezése
A fajt Frédéric de Lafresnaye francia ornitológus írta le 1864-ben.

## Alfajai
- Cacicus uropygialis microrhynchus (P. L. Sclater & Salvin, 1865)[2] vagy Cacicus microrhynchus[1]
- Cacicus uropygialis pacificus Chapman, 1915[2] vagy Cacicus pacificus[1]
- Cacicus uropygialis uropygialis Lafresnaye, 1843[2]

## Előfordulása
Dél-Amerika északnyugati részén, Kolumbia, Ecuador, Peru és Venezuela területén honos. A természetes élőhelye szubtrópusi és trópusi hegyi erdők. Állandó, nem vonuló faj.

## Megjelenése
Testhossza 25-29 centiméter, testtömege 68 gramm.
|  |

## Életmódja
Ízeltlábúakkal, főként rovarokkal táplálkozik, de gyümölcsöt és nektárt is fogyaszt.